# Korall-tengeri csata
A korall-tengeri csata a második világháború csendes-óceáni hadszínterén megvívott tengeri ütközetek egyik első és jelentős összecsapása volt a Japán Császári Haditengerészet és az amerikai és ausztrál haditengerészet között 1942. május 4–8. között. A világtörténelem első olyan tengeri csatája volt, amelyet repülőgép-hordozókról vívtak anélkül, hogy a harcoló felek hajói látták volna egymást, közvetlenül tüzeltek volna egymásra.
A Japán Birodalom, hogy megerősítse védelmi pozícióit a térségben, megtámadta és elfoglalta Új-Guinea északi részét és délkeletebbre a Salamon-szigeteki Tulagit. A hadászati cél Port Moresby elfoglalása volt, mellyel csapásmérő közelségbe kerültek volna Ausztrália északi területeihez. Port Moresby elfoglalására több szárazföldi hadjáratot indítottak, de az Új Guineán délkelet–északnyugati irányba húzódó magas hegyláncokon meglehetősen körülményes volt az átkelés. Az egyetlen lehetőségnek egy tengeri hadművelet mutatkozott. Az MO hadművelet végrehajtásához Japán számos hajót küldött a térségbe, köztük két repülőgép-hordozót és egy könnyű-repülőgép-hordozót, hogy légvédelmet nyújtsanak az Inoue Sigejosi parancsnoksága alá vont inváziós flottának. Az Egyesült Államok rádiótechnikai hírszerzése azonban értesült a japán tervekről és Frank J. Fletcher parancsnoksága alatt a térségbe küldött egy csapásmérő köteléket, melyben két repülőgép-hordozó, valamint egy egyesített amerikai–ausztrál cirkálókülönítmény tartozott, hogy szálljanak szembe a japán támadókkal.
Május 3–4. között a japán erők sikeresen megtámadták és elfoglalták Tulagit, noha több hajójukat meglepték és elsüllyesztették a USS Yorktown repülőgép-hordozó fedélzetéről felszálló repülőgépek. Értesülve az ellenséges hadihajók jelenlétéről, a japán hadvezetés a Korall-tengerre küldte a repülőgép-hordozókat, hogy kutassák fel és semmisítsék meg a szövetséges erőket.
Május 7-től két napon át mindkét fél légicsapást mért egymásra. Az első nap az amerikaiak elsüllyesztették a Sóhó japán könnyű-repülőgép-hordozót, mialatt a japánoknak sikerült elsüllyeszteniük egy rombolót és súlyosan megrongálniuk egy olajszállító hajót. A következő nap a japán Sókaku repülőgép-hordozó sérült meg súlyosan, a kolosszális méretű USS Lexingtont pedig késő délután a csata utáni másodlagos robbanások jelentős kárai miatt saját hadihajói elsüllyesztették. A USS Yorktown is javításra szorult. A mindkét oldalon elszenvedett veszteségek miatt a két flotta visszavonult az ütközet helyszínéről. A súlyos repülőgép-veszteség miatt Inoue visszarendelte az inváziós flottát, mellyel a Port Moresby elleni japán tengeri támadás elhárult.
Noha a japánok több hajót süllyesztettek el, a hadászati győzelem több okból is az amerikaiaké. Az eddig megállíthatatlannak tűnő japán előrenyomulás a csata után megtorpant és ami még fontosabb, a japán Sókaku és Zuikaku repülőgép-hordozók nem voltak bevethetőek az egy hónappal később végrehajtott midwayi csatában, elősegítve ezzel az amerikaiak győzelmét. Végül a Midwaynél elvesztett japán repülőgép-hordozók hiánya végleg megakadályozta Port Moresby elfoglalását is. Emiatt a japánok szárazföldi támadásra kényszerültek a nehezen járható hegyi csapásokon. A midway-i ütközet után két hónappal, kihasználva a japánok hadászati hiányosságait, augusztus végén a szövetséges csapatok megindították a guadalcanali hadjáratot, majd az új-guineai és Salamon-szigeteki hadjáratokat, amelyek végül megtörték a japán védelmet a térségben. Közvetve hozzájárultak Japán második világháborúbani vereségéhez. A korall-tengeri győzelem azonban egy hosszú ütközetsorozat kezdő lépése lett, mely a japán kapitulációig folyamatosan zajlott a térségben.

## Bevezető

### Japán terjeszkedés
1941. december 7-én a Japánok megtámadták az Egyesült Államok csendes-óceáni támaszpontját a Hawaii-szigeteki Pearl Harbort. A támadás során megsemmisítették vagy szétlőtték a legtöbb csatahajót, amely a hadiállapot beálltát jelentette a két ország között.
1942 elején a Japán Birodalom hatalma csúcspontján állt. Hónapok alatt lerohanta és elfoglalta szinte egész Délkelet-Ázsiát. A szövetséges hatalmak, megalázó vereségek hosszú sorozatától megroppanva éppen csak elkezdték kiépíteni azt a tengeri és szárazföldi erőt, amivel évek múltán megnyerik majd a háborút. A csata idején maradék, egyenetlen minőségű és felszereltségű erőiket tudták csak harcba vetni. Céljuk a japán előrenyomulás lassítása, és erőik megőrzése volt.
Gyenge amerikai szárazföldi erők állomásoztak Új-Kaledónián és a Salamon-szigetek déli részén. Az ausztrál ellenőrzés alatt levő Új-Guineától délre és keletre lévő támaszpontokat az ausztrál hadsereg és haditengerészet egységei tartották. Ezek a támaszpontok alkották az ausztrál kontinens előtti utolsó szövetséges védővonalat.
Március 12-én Tódzsó Hideki tábornok, japán miniszterelnök a következőket mondta:
A Japán Birodalom erői Ausztrália és Új-Zéland előtt sorakoztak fel, támadásra készen. Mindkét ország kormányának tudnia kell, hogy az ellenállás reménytelen. Ha az ausztrál kormány nem tér jobb belátásra, országuk ugyanarra a sorsra jut, mint a holland Kelet-indiai gyarmatok.
 Archiválva 2007. augusztus 4-i dátummal a Wayback Machine-ben
Áprilisban három japán flottakötelék hagyta el Rabaul kikötőjét, valamint
további szárazföldi repülőerőket is a térségbe vezényeltek. A hajórajok összeállítása és úticéljai:
- az új-guineai Port Moresby kikötője felé egy partraszálló flotta
- egy másik inváziós flotta Tulagi megszállására (Salamon-szigetek)
- egy biztosító-csapásmérő kötelék, amely a Sókaku és a Zuikaku nehéz és a Sóhó könnyű repülőgép-hordozókból, két nehézcirkálóból és további kísérőhajókból állt.

A szövetségesek észlelték a japán előkészületeket, és szintén három köteléket mozgósítottak:
- a térségben tartózkodó USS Yorktown repülőgép-hordozót és kísérőhajóit Fletcher admirális parancsnoksága alatt
- Korall-tenger irányába haladó USS Lexington hordozót és kíséretét
- Crace ausztrál ellentengernagy parancsnoksága alatt egy közös brit–amerikai felszíni hajórajt

A Doolittle-rajtaütésről visszatérő két amerikai hordozót (USS Hornet ill. USS Enterprise) szintén elindították a Korall-tenger irányába, de nem érkeztek be a csata befejezése előtt.

## Az ütközet
Bővebben: A Korall-tengeri csata csatarendje

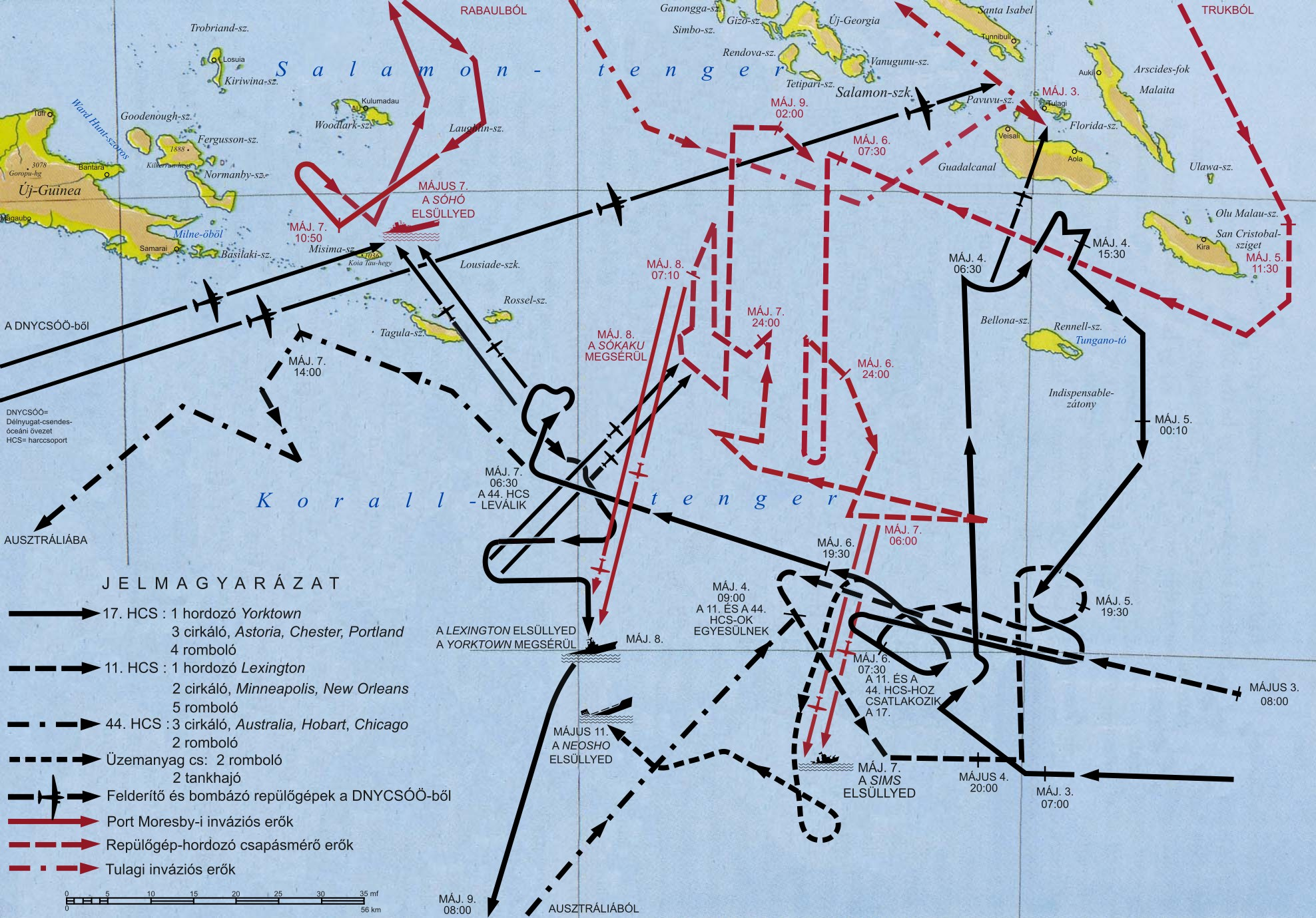
A csata térképe

### Bevezető fázis, Tulagi
A Lexington és a Yorktown május 1-jén találkozott. A japánok május 3-án elfoglalták Tulagi szigetét, és nekiláttak egy felderítő hidroplán-bázis kiépítésének. A Yorktown egy tankhajóról a tengeren feltöltötte üzemanyag-készletét és május 4-én megközelítette Tulagit. Három hullámban támadásra indított 60 repülőt az épülő bázis és a kikötőben horgonyzó japán flotta ellen, felfedve ezzel a hordozó jelenlétét a japánok előtt.
A támadás sikerrel zárult, elsüllyedt a Kikuzuki romboló további 3 aknaszedő és elpusztult 5 vagy 6 hidroplán. Súlyos károkat szenvedett az épülő bázis és megrongálódott 4 további hajó. Az amerikaiak 1 zuhanóbombázót és 2 vadászt vesztettek.

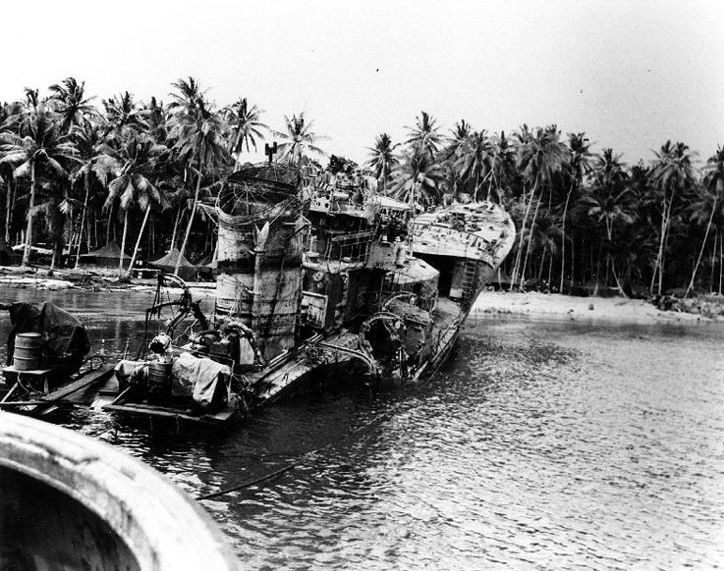
A Kikuzuki roncsai a parton

Ezt követően a Yorktown visszatért délre a Lexington-hoz és kísérő cirkálóihoz.

### Május 6.
Május 6-án szárazföldi B-17-es bombázók támadták eredménytelenül a Port Moresby felé tartó inváziós flottát. Szinte egy teljes évet kellett még várni, mire az amerikai légierő felismerte, hogy magasan repülő hagyományos bombázókról mozgó hajókat támadni elavult és szinte minden esetben eredménytelen taktika.
Mind a két fél hordozóflottája számos felderítőgépet indított május 6. folyamán, de a felhős, borult idő miatt nem találták meg egymást, és a két hajóraj egymástól kb. 100 km-re töltötte az éjszakát.
További szövetséges repülők érkeztek az ausztrál York-félszigeten lévő Cooktown és Mareeba repülőterekre.

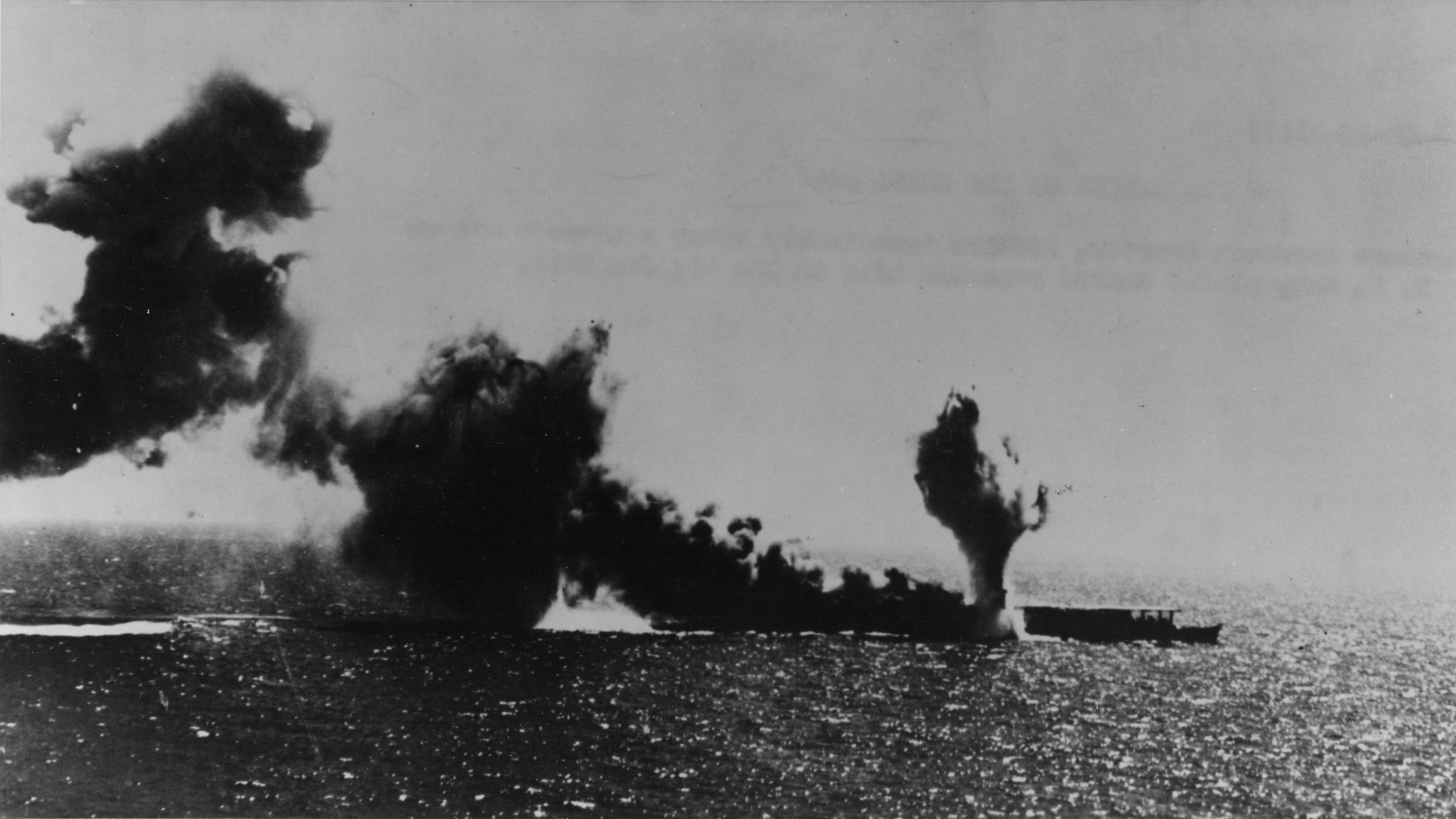
A több torpedótalálattól égő Sóhó

Az éjszaka folyamán Fletcher admirális leválasztotta a flottáról a legerősebb felszíni hajókat, és 44-es harccsoport (Task Force 44) néven Crace ellentengernagy parancsnoksága alatt Port Moresby védelmére küldte őket. Mindkét parancsnok tudtában volt a manőver rendkívüli kockázatainak, de nem láttak más utat az invázió kivédésére. A háború során a szövetséges haditengerészetek több nagy felszíni hadihajót vesztettek már légitámadásban (mint például a HMS Prince of Wales és HMS Repulse angol csatahajók öt hónappal korábban). A kor hagyományos hadihajói számára az ellenséges zuhanó- és torpedóbombázók ellen az egyetlen hatásos védelmet az aktív vadászkíséret jelentette, de erre az amerikai hordozók védelme miatt nem volt lehetőség.
A 44-es harccsoportot a HMAS Australia (zászlóshajó), HMAS Hobart, USS Chicago cirkálók és a USS Perkins, USS Walke, és USS Farragut rombolók alkották.

### Május 7.
A tengernagyok félelmei kis híján beigazolódtak, amikor május 7. délutánja folyamán a cirkálókat észrevette és megtámadta egy japán torpedóbombázó-kötelék, de szerencsére csak csekély kárt és veszteségeket tudtak okozni. A japán támadás után pár perccel a köteléket amerikai B-17-esek is támadták (tévedésből), és a Farragut és Perkins rombolók kisebb sérüléseket szenvedtek.

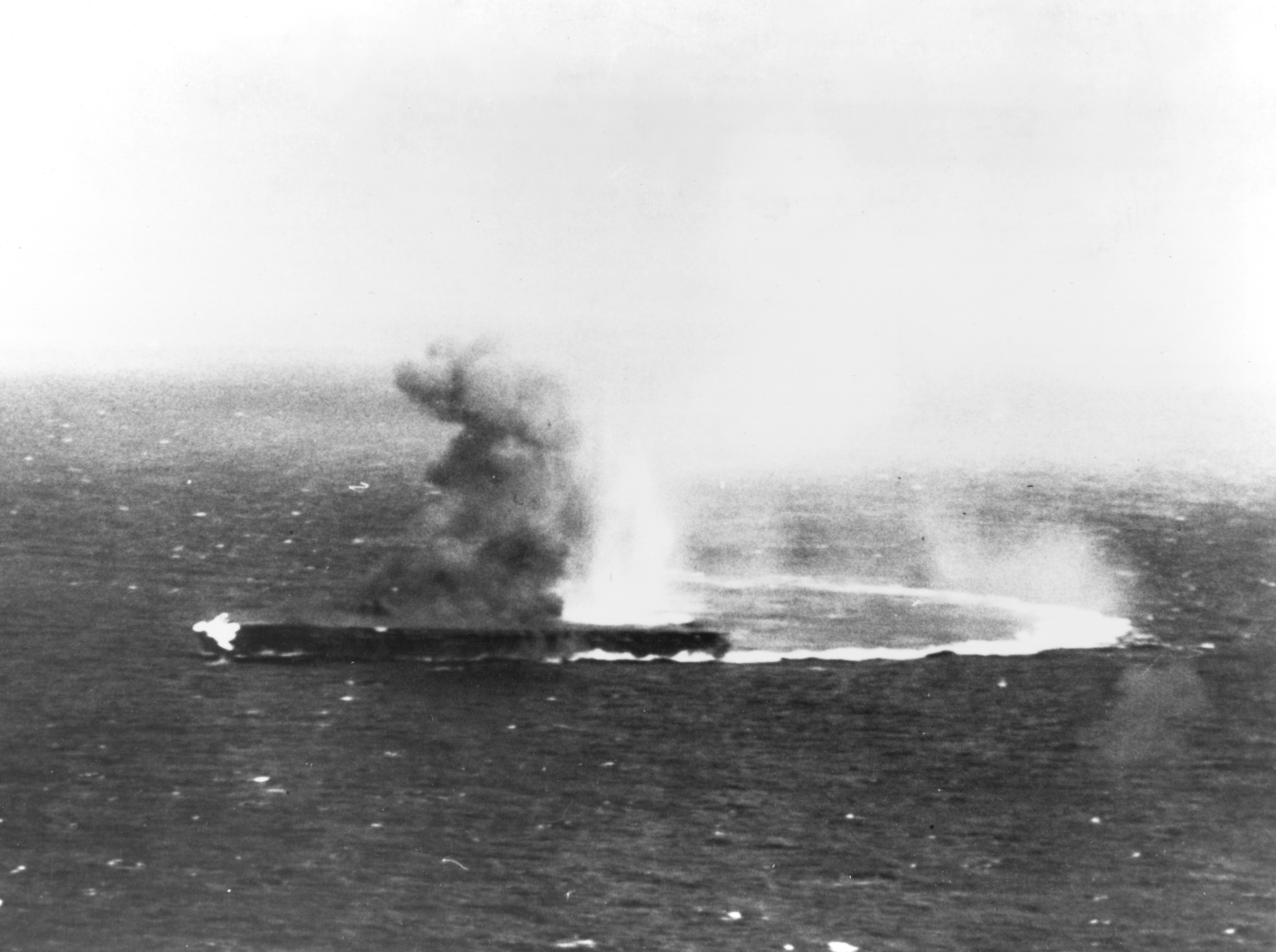
A Sókaku zuhanóbombázó-támadás alatt, 1942. május 8.

Május 7-én mindkét flotta minden bevethető gépe felszállt, de egyik félnek sem sikerült a másik főerőit megtalálnia. Japán repülők az amerikai Neosho tankhajót és a kísérő Sims rombolót támadták (a tankhajót mérete miatt repülőgép-hordozónak nézték), elsüllyesztve a rombolót és súlyosan megrongálva a tankert.
Eközben az amerikai repülők hiába keresték a két nagy japán hordozót, viszont rábukkantak az inváziós flottát kísérő Sóhó könnyű repülőgép-hordozóra, és el is süllyesztették azt.
Öt hónapig tartó megalázó veszteség-sorozat után a Sóhó volt az első jelentősebb japán hadihajó, amelyet a szövetségeseknek sikerült elsüllyeszteni, így ez a kis siker is jelentős erkölcsi győzelemnek számított.

### Május 8.
Május 8-án mindkét flotta kora hajnalban indította felderítőgépeit, amelyek rá is bukkantak az ellenséges csoportosulásokra. Mindkét fél haladéktalanul útnak indította teljes repülőcsoportját, amelyek egymás mellett elrepülve igyekeztek célpontjaikat megtalálni. Egy esőfelhő elrejtette a Zuikakut, így azt nem sikerült megtalálni, viszont a Sókakut három bombatalálat is érte, oldalra dőlt, kigyulladt és repülőcsoportja nem tudott visszatérni (java részük a tengerbe veszett).

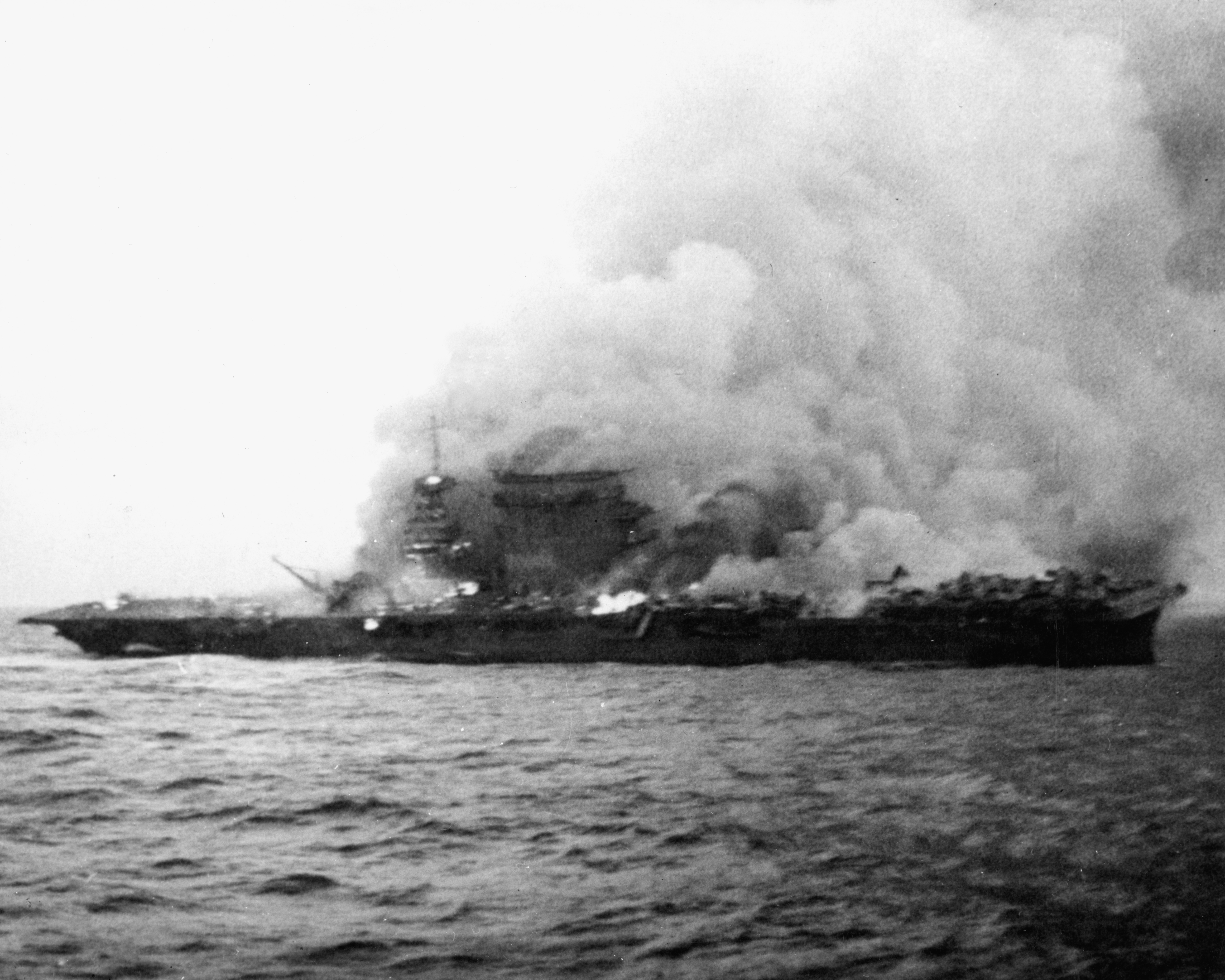
Az égő Lexington

Találat érte mindkét amerikai hordozót is: a Yorktown-on egy bomba okozott károkat.
A nagyobb és lassabb Lexington-t több bomba és torpedó is eltalálta. Kezdetben úgy tűnt sikerül a hajót megmenteni, azonban berobbant a szivárgó repülőbenzin, és a legénység kénytelen volt elhagyni és elsüllyeszteni a már menthetetlen hajót.
Crace a 44-es flottakülönítménnyel tovább manőverezett az inváziós flotta és Port Moresby között. Inoue-t meglepte a szövetséges erők nagysága és a visszatérő repülők ellentmondásos jelentéseit hallva óvatosságból visszafordította az inváziós flottát.
A Sókaku súlyosan megsérült és a Zuikaku repülőcsoportja szinte teljesen elveszett. A hordozókat visszairányították Japánba, és egyik sem tudott részt venni a midwayi csatában. A sérült Yorktown visszatért Pearl Harborba.

## Eredmények

### Taktikai szinten
A veszteségeket tekintve csekély japán győzelem született: elveszett egy könnyű és súlyosan megsérült egy nehéz repülőgép-hordozó, míg a szövetségeseknél elsüllyedt egy és súlyosan megsérült egy másik nehéz anyahajó.
Öt hónapnyi vereség-sorozat után azonban a szövetségesek már ezt az eredményt is győzelemként élték meg.

### Stratégiai szinten
A szemben álló felek közül szövetségesek tudták elérni stratégiai céljukat: meghiúsították a másik fél szándékait és megakadályozták Port Moresby megszállását. A kikötő stratégiai jelentősége óriási volt a további hadműveletek szempontjából, és az ott állomásozó gyenge véderők nem tudtak volna sikerrel szembeszállni az inváziós flottával.

### Repülőgép-hordozók
Mindkét nehéz japán hordozó megmenekült, de egyik sem tudott részt venni az egy hónappal később vívott midwayi csatában:
- A Sókaku sérüléseit hat hónap alatt sikerült kijavítani, és ekkorra az erőviszonyok már teljesen mások voltak.
- A Zuikaku repülőcsoportját érthetetlenül lassan pótolták, így ez a hajó is kiesett a kulcsfontosságú hadműveletekből.

A korall-tengeri ütközetnek köszönhetően a Midway-szigeteknél már csak négy japán hordozó állt szemben három amerikaival, akiknek így már volt esélyük a győzelemre.
Az amerikai fél végleg elveszített egy hordozót, a másikat azonban a következő csata idejére sikerült használhatóvá tenni.
- A Lexington elvesztése súlyos csapás volt, de az Egyesült Államok képes volt rövid idő alatt újabb, korszerűbb és erősebb hordozókat hadrendbe állítani.
- A Yorktownról a japánok azt gondolták, hogy elsüllyedt, azonban vissza tudott térni Pearl Harborbe és (csodával határos módon) három hét alatt úgy összefoltozták (részben menet közben), hogy korlátozottan bár, de részt tudott venni a midwayi csatában. Ott elsüllyedt ugyan, de közben – azért is, mert a japánok a létezésével nem számoltak, és többször is tévesen a sérülésmentes hordozók egyikeként azonosították – kritikus japán erőket kötött le, és tehermentesítette a másik két amerikai hordozót, amelyek így zavartalanul küldhették harcba a légierejüket.

### További tanulságok
Az amerikai haditengerészet nagyon sokat tanult ebből a csatából. A Lexington elvesztése után megváltoztatták a repülőbenzin tárolásának módját, és átszervezték a flottát védő vadászgépek irányításának rendszerét.
A csata legfontosabb tanulsága azonban az volt, hogy a japánokat igenis meg lehet verni.

### Az ütközetben részt vevő fontosabb hadihajók

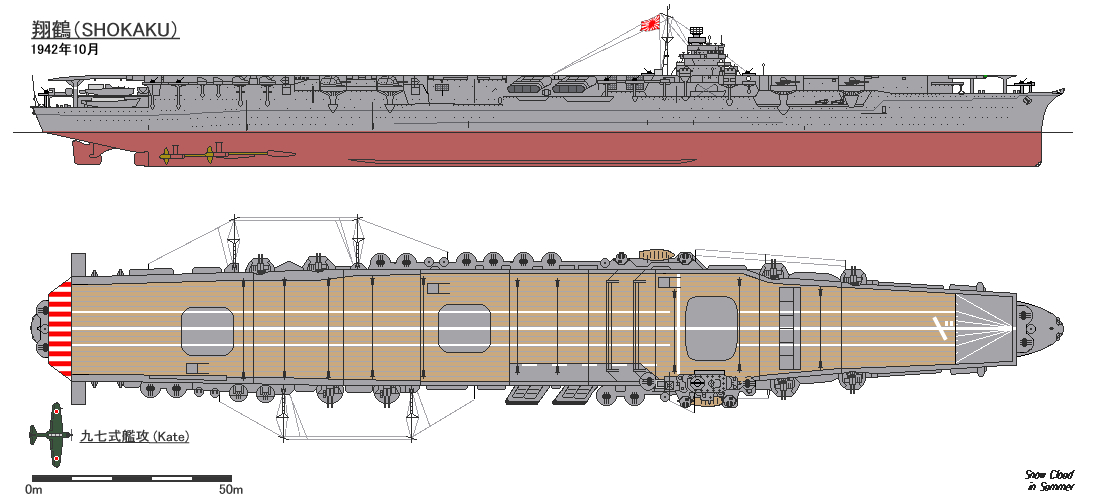
A Sókaku osztályú japán Sókaku repülőgép-hordozó jellegrajza. Vízkiszorítás: 25 675 t sztenderd, 32 105 t maximális, hossz: 257.5 m, repülőcsoport a csata idején: 21 db A6M Zero vadászgép, 20 db Aicsi D3A zuhanóbombázó, 19 db B5N torpedóvető/bombázó.
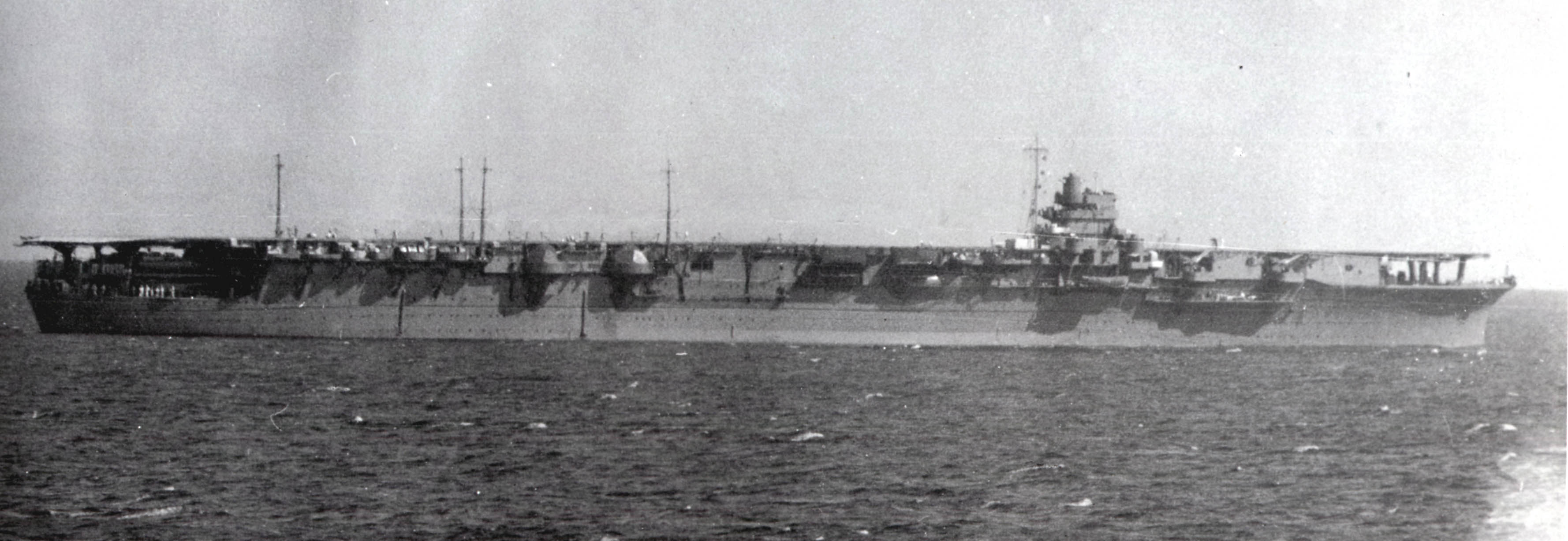
A Sókaku osztályú Zuikaku japán repülőgép-hordozó 1941. novemberében. Repülőcsoport a csata idején: 25 db A6M Zero vadászgép, 22 db D3A zuhanóbombázó, 20 db B5N torpedóvető/bombázó.
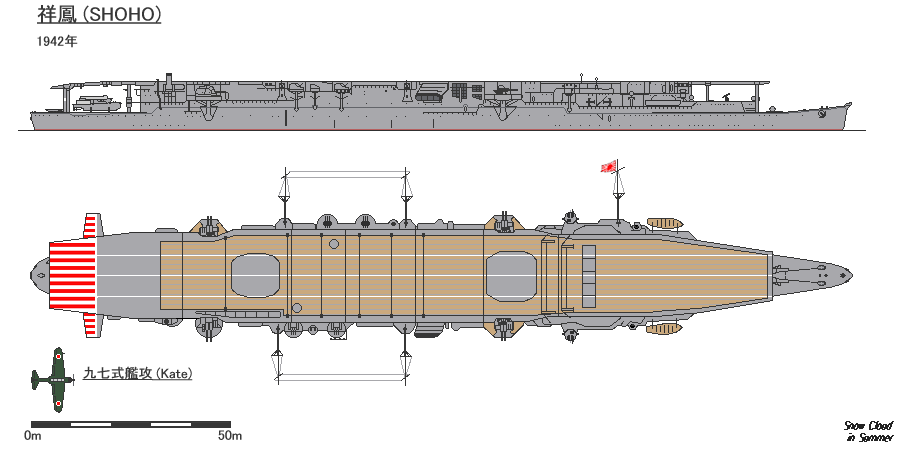
A Zuihó osztályó Shóhó japán könnyű repülőgép-hordozó jellegrajza. Vízkiszorítás: 11 232 t sztenderd, 14 200 t maximális, hossz: 204.8 m, repülőcsoport a csata idején: 8 db A6M Zero, 4 db A5M vadászgép, 6 db B5N tporpedóvető/bombázó.
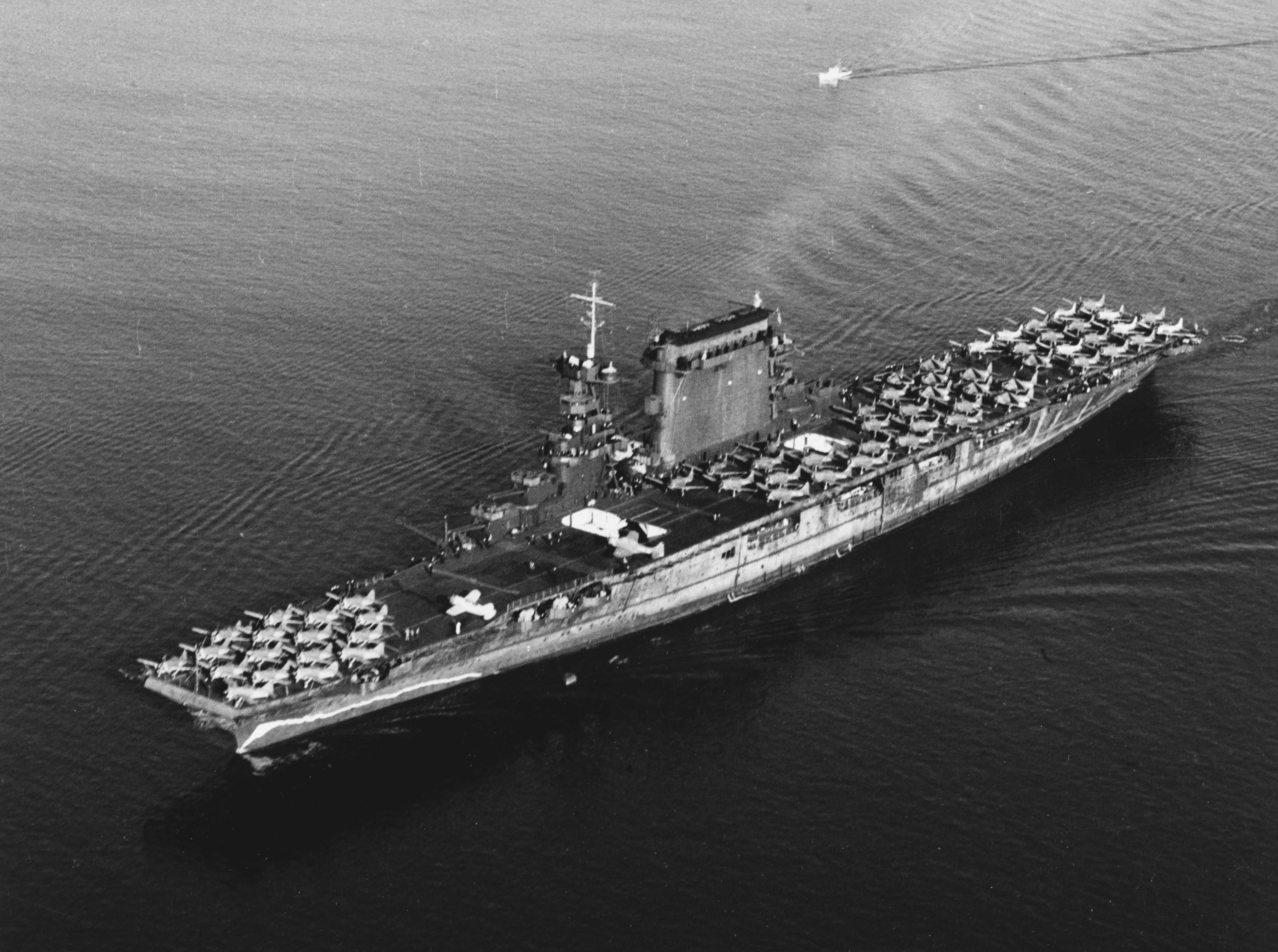
A Lexington osztályú USS Lexington (CV-2) amerikai repülőgép-hordozó 1941. október 14-én. Testvérhajójával, a USS Saratoga-val (CV-3) együtt a II. világháborúban bevetett legnagyobb méretű hordozók voltak. Vízkiszorítás: 37 681 t sztenderd, 48 500 t maximális, hossz: 270.7 m. Repülőcsoport a csata idején: 21 db F4F Wildcat vadászgép, 35 db SBD Dauntless zuhanóbombázó, 13 db Douglas TBD Devastator torpedóvető/bombázó.
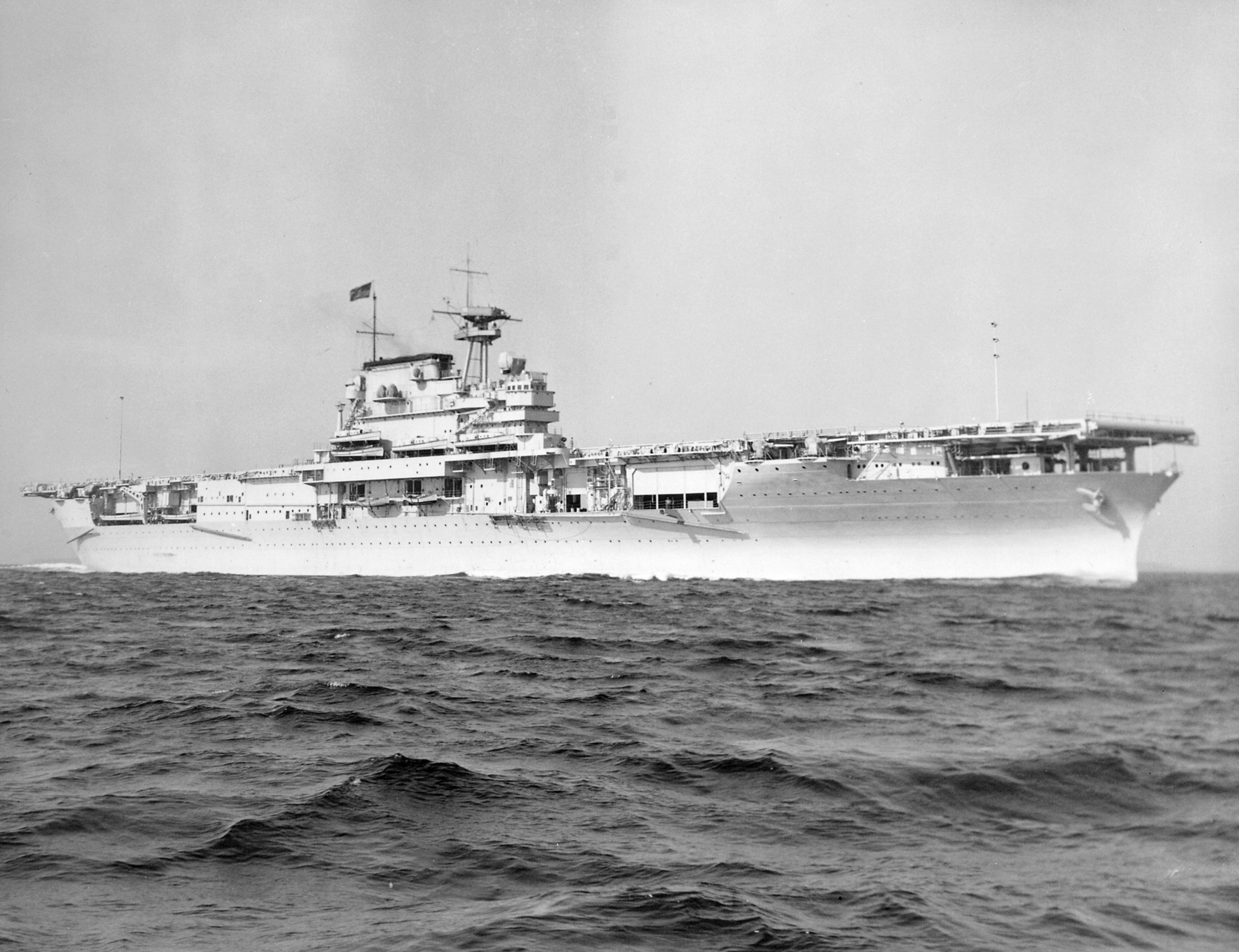
A Yorktown osztályú USS Yorktown (CV-5) amerikai repülőgép-hordozó 1937. július 21-én. Vízkiszorítás: 19 875 t sztenderd, 25 484 t maximális, hossz: 251.4 m, repülőcsoport a csata idején: 17 db F4F Wildcat, 35 db SBD Dauntless zuhanóbombázó, 12 db TBD Devastator torpedóvető/bombázó.

## Fordítás
- Ez a szócikk részben vagy egészben  a   Battle of the Coral Sea című angol Wikipédia-szócikk fordításán alapul.  Az eredeti cikk szerkesztőit annak laptörténete sorolja fel. Ez a jelzés csupán a megfogalmazás eredetét és a szerzői jogokat jelzi, nem szolgál a cikkben szereplő információk forrásmegjelöléseként.

## Külső hivatkozások
- Archiválva 2016. március 16-i dátummal a Wayback Machine-ben